# Stazione di Cartella
La stazione di Cartella (C.da Galliano) era, insieme a quella "Valentini" e il casello "Palladini", una fermata ferroviaria posta lungo la ex linea ferroviaria a scartamento ridotto Pescara-Penne chiusa il 20 giugno 1963, era a servizio di Collefreddo e Galliano, frazioni di Loreto Aprutino.

## Storia
La fermata venne inaugurata il 22 settembre 1929 insieme all'intera linea, continuò il suo esercizio fino il 20 giugno 1963. Successivamente la fermata venne adibita ad altri usi.